# Holzschwemmanlage
Eine Holzschwemmanlage, auch Holzschwemmkanal oder kurz Schwemme genannt, befördert geschlagene Holzstämme aus dem Hochwald ins Tal. Sie besteht aus Wasserrinnen (Riesen, Floßgräben, Kanäle) und Abschnitten der Wildflößerei (Trift).

## Geschichte
Der Bau der Riesen verbrauchte häufig ein Drittel des gesamten Holzes, das sich auf ihnen befördern ließ. Da der Verschleiß hoch war und die Lebensdauer nur wenige Jahre betrug, wurden großflächige Kahlschläge angelegt.
Im 20. Jahrhundert baute der Förster Viktor Schauberger bis zu 50 km lange innovative Holzschwemmanlagen mit Transportleistungen von mehr als 100 Festmetern Holz pro Stunde, Lage: ca. 2 km nordwestlich von Neuberg an der Mürz und südöstlich von Krampen, Bundesland Steiermark (Österreich-Ungarn) mit eigenem Stausee. Weitere Anlagen nach diesem Muster entstanden im Königreich Bulgarien und im Balkan. Durch das Kopieren von Besonderheiten natürlicher, mäanderförmiger Flussläufe erhielten die Wasserriesen ausgezeichnete Transporteigenschaften, eine deutlich längere Lebensdauer und senkten vor allem die Transportkosten um mehr als 90 Prozent. Durch optimale Ausnutzung der Wassertemperatur und gezielte Verwirbelung des Wassers in den Kurven konnten auch schwere nicht flößbare Holzstämme wie Buche und Eiche transportiert werden. Vor Schauberger waren die Transportkanäle geradlinig, um auf kürzestem Weg die größte Steigung und Transportleistung zu erzielen.

## Beispiele
| Gebiet                       | Artikel                         | Bemerkung |
| ---------------------------- | ------------------------------- | --- |
| Niederösterreich             | Triftanlage an der Schwechat    | Der Fluss Schwechat zwischen Klausen-Leopoldsdorf und Baden bei Wien wurde von 1667 bis 1939 für die Holztrift genutzt.                                                                                                  |
| Oberösterreich               |                                 | In der Rettenbachwildnis bei Bad Ischl sind Reste der Klausanlagen zu sehen. |
| Oberösterreich               |                                 | Anlage an der Enns bei Großraming |
| Steiermark                   |                                 | Diese großen Schwemmanlage im Mürztal bei Neuberg wurde nach Plänen von Viktor Schauberger 1928 fertiggestellt und war bis 1951 in Betrieb. Danach war der gesamte Hochwald abgeholzt und der Betrieb wurde eingestellt. |
| Südböhmen und Oberösterreich | Schwarzenbergscher Schwemmkanal | Der über 50 Kilometer lange Schwemmkanal war von 1791 bis 1961 in Betrieb. |